# Brycoptera
Brycoptera is een geslacht van rechtvleugeligen uit de familie sabelsprinkhanen (Tettigoniidae). De wetenschappelijke naam van dit geslacht is voor het eerst geldig gepubliceerd in 1981 door Ragge.

## Soorten
Het geslacht Brycoptera  is monotypisch en omvat slechts de volgende soort:
- Brycoptera lobata (Ragge, 1981)